# Sol a Sol
Sol a Sol é uma escola de samba de Cabo Frio, foi fundada em 1 de maio de 2004. A escola foi campeã do grupo de acesso B em 2007 e do grupo de acesso A em 2009.

## Segmentos

### Presidentes
| Nome            | Mandato        | Ref.  |
| --------------- | -------------- | ----- |
| José Alexsander | ? - atualidade | [ 1 ] |

### Diretores
| Ano  | Diretor de Carnaval | Diretor geral de harmonia | Mestre de bateria | Ref.  |
| ---- | ------------------- | ------------------------- | ----------------- | ----- |
| 2012 |                     |                           | Sid               | [ 2 ] |
| 2013 | Ricardo Borge       |                           |                   | [ 1 ] |
| 2017 |                     |                           |                   |       |

### Coreógrafo
| Ano  | Nome | Ref. |
| ---- | ---- | ---- |
| 2015 |      |      |
| 2017 |      |      |

### Casal de Mestre-sala e Porta-bandeira
| Ano  | Nome                | Ref.  |
| ---- | ------------------- | ----- |
| 2013 | Feliciano e Naninha | [ 1 ] |
| 2017 |                     |       |

### Rainhas de bateria
| Período | Rainha          | Madrinha | Ref.  |
| ------- | --------------- | -------- | ----- |
| 2013    | Adrianinha Show |          | [ 1 ] |
| 2017    |                 |          |       |

## Carnavais
| Ano                          | Colocação                    | Grupo                        | Enredo                                                                             | Carnavalesco                 | Intérprete   | Ref.              |
| ---------------------------- | ---------------------------- | ---------------------------- | ---------------------------------------------------------------------------------- | ---------------------------- | ------------ | ----------------- |
| 2007                         | Campeã                       | Acesso B                     | Sol a Sol, redescobre Cabo Frio... e conta essa história de Alegria e muita folia. |                              |              | [ 3 ]             |
| 2009                         | Campeã                       | Acesso A                     |                                                                                    |                              |              | [ 1 ]             |
| 2010                         | 5º lugar                     | Especial                     | Uma extraordinária viagem ao universo de Júlio Verne                               |                              |              | [ 4 ] [ 5 ]       |
| 2011                         |                              | Especial                     | A Viagem                                                                           |                              |              | [ 6 ]             |
| 2012                         | 2º lugar                     | Especial                     | Eiru-nepé                                                                          | Plínio Santos                | Dalmir Senos | [ 1 ] [ 7 ] [ 8 ] |
| Em 2013 não ocorreu desfile. | Em 2013 não ocorreu desfile. | Em 2013 não ocorreu desfile. | Em 2013 não ocorreu desfile.                                                       | Em 2013 não ocorreu desfile. | [ 9 ]        |                   |
| 2014                         | 4º lugar                     | Especial                     |                                                                                    |                              |              | [ 10 ] [ 11 ]     |
| 2015                         | 4º lugar                     | Especial                     |                                                                                    |                              |              | [ 12 ]            |
| Em 2016 não ocorreu desfile. |                              |                              |                                                                                    |                              |              |                   |
| 2017                         |                              |                              |                                                                                    |                              |              |                   |

## Títulos
- Campeã do grupo de acesso A: 2009
- Campeã do grupo de acesso B: 2007

## Premiações
- Tamborim de Ouro - 2012 - Melhor escola, melhor bateria.[2]